# Colletes marginatus
Espèce
Statut de conservation UICN

 LC  : Préoccupation mineure
Colletes marginatus est une espèce d'abeilles solitaires de la famille des Colletidae. Elle est présente en Europe. La femelle recueille seulement le pollen de fleurs de la famille des Fabaceae, dont des espèces comme Trifolium arvense, Melilotus albus et Melilotus officinalis.